# Aérodrome de Redon - Bains-sur-Oust
Vous pouvez aider à l'améliorer ou bien discuter des problèmes sur sa page de discussion.
- Il ne cite pas suffisamment ses sources. Vous pouvez indiquer les passages à sourcer avec {{référence nécessaire}} ou {{Référence souhaitée}}, et inclure les références utiles en les liant aux notes de bas de page. (Marqué depuis mai 2015)
- Il n’est pas rédigé dans un style encyclopédique. (Marqué depuis mai 2015)

- Archive Wikiwix
- Bing
- Cairn
- DuckDuckGo
- E. Universalis
- Gallica
- Google
- G. Books
- G. News
- G. Scholar
- Persée
- Qwant
- (zh) Baidu
- (ru) Yandex
- (wd) trouver des œuvres sur Wikidata

L’aérodrome de Redon - Bains-sur-Oust (code OACI : LFER) est un aérodrome ouvert à la circulation aérienne publique (CAP), situé sur la commune de Bains-sur-Oust à 6,5 km au nord-est de Redon en Ille-et-Vilaine (région Bretagne, France).
Il est utilisé pour la pratique d’activités de loisirs et de tourisme (aviation légère).

## Histoire
1957
Un projet de plan de masse pour un aérodrome à Redon/Bains-sur-Oust est inscrit au plan d'équipement aéronautique du département.
1965
Le développement considérable de l'aviation légère et sportive, de tourisme et d'affaires dans les années 1960, donnèrent une impulsion à l'Aéro-club Redonnais qui créé en 1948 et mis en sommeil, reprit ses activités en 1965.
Là encore, ce sont les jeunes de 1965 à 1970 qui en participant à de nombreux concours fédéraux d'aéromodélisme firent parler de nouveau d'aviation à Redon. Les contacts avec les experts chevronnés des aéro-clubs de Nantes, La Baule, Rennes et Laval permettent des progrès considérables aux machines construites à Redon.
Les activités de modélisme ont été largement ouvertes aux établissements scolaires de la région, ce qui permit d'augmenter le nombre de personnes sensibilisées à l'aéronautique. Le prolongement des activités d'aéromodélisme se trouve naturellement dans l'extension aux activités de Vol à voile et de Vol moteur. Fin des années 1960, 11 pilotes s'entrainent régulièrement à l'aéro-club d’Ille-et-Vilaine à Rennes (ACRIV). Bien que l'éloignement ne soit pas très pratique, l’Aéro-club Redonnais possède à cette époque le plus jeune pilote de France : Serge OZENNE breveté du 2d degré à 17 ans et demi.
1969
Les travaux de construction de l'aérodrome commencent.
1973
C'est à Marcel QUERCIA, animateur infatigable de la cause aéronautique, président de l’Aéro-club Redonnais que nous devons la création de l'aérodrome en 1973. Neuf années furent nécessaires pour y parvenir (1965-1973). Marcel QUERCIA est une figure locale puisqu'il fut à l'origine de la création des briquets à gaz en 1936 (remplaçant les briquets à essence), la création du nouveau système d'allumage que nous connaissons encore maintenant et créa la "Fête des Pères". La société Quercia de fabrication de briquet à Redon, fut ensuite appelée Flaminaire (le nom de la marque de briquet), avant d'être vendue à BIC en 1968. Elle comptait 577 employés en 1963.
- Le 26 et 27 mai 1973, à l'occasion de la fête du Port de Redon, manifestation aérienne exceptionnelle à l’Aérodrome de Redon, Monsieur Robert BOUGOUIN sera le premier pilote à se poser sur l'aérodrome. 18 appareils seront présents pour cette fête.
- Le 17 juin 1973, Assemblée Générale de l'union des Aéro-clubs de la 6e région de la FNA (Fédération Nationale Aéronautique) à la mairie de Redon, une vingtaine d'appareils sont présents venant de Saumur, St Brieuc, Nantes, Pontivy, Quimper, Belle-Ile, Rennes, Dinan, Angers, etc.
- Le 9 septembre 1973, location du premier avion de l'aéro-club auprès de l'aéro-club de Lorient : Un Jodel Ambassadeur.
- Le 15 septembre 1973, c'est l'ouverture officielle de l'Aérodrome Redon/Bains-sur-Oust par arrêté préfectoral.
- Le 18 septembre 1973, publication du NOTAM (NOtive To AirMen) de l'ouverture à usage restreint de l'aérodrome
- Le 17 novembre 1973, réception du premier avion propriété de l'aéro-club, un DR315 "Petit Prince". C'est grâce à la générosité de quelques membres que l'association a pu souscrire un prêt.
- Novembre 1973, premiers cours dispensés pour les jeunes en vue de la préparation au BIA (Brevet d'Initiation Aéronautique).Les membres de l’association de l’époque se cotisent pour construire à leur frais un hangar permettant de mettre à l'abri l'unique avion. Il sera finalement détruit en 2013 lors de la construction des nouveaux hangars beaucoup plus vastes.

Les élus locaux en relation avec la Chambre de Commerce et d’Industrie décidèrent ensuite la construction d’un hangar à avion et d’une maison d’habitation pour y loger un gardien afin d’assurer la quiétude des lieux. Le hangar initial fut alors reconverti en local administratif. Les années passèrent. La flotte d'avions de 2 appareils évolua au fil du temps.
1975 : Fin de la construction du hangar principal pour les avions et de la station essence, permettant de mettre un terme aux allers-retours à Rennes, pour récupérer de l'essence avion par fût de 200 litres.
1975-80 : C'est l'âge d'or de l'aéro-club. Avec plusieurs années à plus de 1500 heures de vol par an avec seulement 2 avions, le club n'aura jamais plus une telle activité. Cela nécessitait une présence quasi constante sur l'aérodrome et des entretiens mécaniques qui se déroulaient parfois la nuit pour rendre les machines disponibles le lendemain.
1979 : La CCI de Rennes est gestionnaire de l'aérodrome et délègue une partie de cette activité à l'Aéro-club Redonnais. La convention est signée avec M. Aumont président de la CCI de l'époque. Ce fonctionnement perdura jusqu'à mi-2009 (30 années).
1980 - Fin de la construction de la maison d'habitation sur l'aérodrome :René PERRIN devient président de l'aéro-club.  Il s'installe avec sa famille dans la nouvelle maison construite sur l'aérodrome et assure avec son épouse le rôle de gardiennage en marge de son activité professionnelle. Il restera sur place de 1980 à 1988. L'aérodrome dispose ainsi d'une présence 24/7 et d'une permanence quotidienne permettant à l'Aéro-club Redonnais de fonctionner et à l'Aérodrome d’accueillir les avions de passage.
À partir de cette date René PERRIN assure en plus de la présidence, l'ensemble des tâches d'entretien mécanique.
1986 : Clotaire DENECE est élu président de l'association.
1990 : René PERRIN redevient président de l'association.
À partir de la fin des années 1990, l'activité baisse progressivement avec une diminution globale des heures de vol, et du nombre de pilotes, suivant en cela une tendance nationale liée notamment à la hausse du carburant. L’Aérodrome faute d’entretiens réguliers voit ses voiries et ses bâtiments se détériorer. L'activité aéromodélisme décide d’élire domicile sur un terrain près de la vilaine. Cette activité n'est plus pratiquée sur l'aérodrome.
De 1973 à 2008, l'Aéro-club aura organisé 55 meetings et manifestations aériennes dont les plus importants furent 1983 avec la patrouille de France et 2003 avec l'escadrille cartouche dorée et le Tornado anglais (entre autres) qui fait encore trembler les vitres des maisons des environs !
2008 : Alors que les élus s'interrogent sur le futur de l'aérodrome (À quoi sert-il ? Ne pourrions nous pas faire des économies en le supprimant ?), Thierry PERRET est élu président en avril 2008.
Parallèlement à cette élection, les élections municipales du printemps 2008 amènent de nouveaux maires dans les deux communes où l'aérodrome est implanté. Marc DERVAL devint le maire de Bains-sur-Oust, et Françoise BOUSSEKEY de Ste Marie. Ils furent également nommés par la Communauté de communes des Pays de Redon (dont Jean-Louis FOUGERE était le président), délégués de la CCPR au sein du Syndicat Mixte d'aérodrome (le propriétaire de l'aérodrome). Marc Derval devint le président du Syndicat Mixte et Françoise Boussekey vice-présidente de 2008 à 2014.
2008-2014 : De nombreux investissements sont réalisés permettant les remises aux normes, l'amélioration des conditions d'accueil et l'extension des capacités de gestion. L'activité croit sensiblement sur la période (heures de vol, nombre d'avions basés, heures de vol, nombre de pilotes et d'instructeurs). Les formations aux Brevets d'Initiation Aéronautique dans les lycées de Redon sont lancées et permettent d'augmenter le nombre de jeunes fréquentant l'aérodrome. Les actions de communication décuplent l'activité de baptêmes de l'air et de vol d'initiation au pilotage.
2009 : Le syndicat mixte (propriétaire de l'aérodrome) confie la gestion de l’aérodrome à l’aéro-club redonnais, en remplacement de la chambre de commerce et d’industrie de Rennes. Le syndicat mixte est rebaptisé "Syndicat Mixte d'aérodrome des communautés de communes de Redon et La Gacilly". À cette date, le gardiennage sur place est stoppé, et la maison d'habitation est alors remise en état en vue de devenir le nouveau bâtiment administratif de l'aérodrome et le nouveau siège de l'association Aéro-club Redonnais.
2014 : Deux nouveaux hangars d'une surface totale de 800 m2 s'ajoutent proposant un total de 15 places de hangar à l'année pour avion et ULM. Capacité totalement utilisée dès le début de l'année suivante. À cette occasion, le tout premier local construit en 1973 est rasé car trop vétuste. Cette année, l'aéro-club devient certifié ATO conformément à la réglementation européenne, c'est l'une des toutes premières structures à obtenir cette certification en France. Monsieur Gilles BERTRAND est élu nouveau président du Syndicat Mixte, et Monsieur René PERRIN redevient le président de l'Aéro-Club Redonnais à la suite du retrait de Monsieur Thierry PERRET.
Le principal utilisateur de l'aérodrome est l'aéro-club redonnais qui totalise plus de 90 % de l'activité de la plate-forme.
2016 : Monsieur Thierry PERRET redevient président de l'aéroclub. De 2017 à 2019, fort développement de l'activité.
2019 :  Nombreux investissements réalisés : Cuve AVGAS, Cuve SP98, Formation vol de nuit, Achat ULM, Formation ULM, Aptitude vol IFR. Record historique du nombre d'adhérents à l'Aéro-Club (94). Record d'activité en nombre d'heures de vol depuis 33 ans (750hdv).

## Installations
L’aérodrome dispose d’une piste bitumée 04/22 orientée Nord-Est / Sud-Ouest (QFU 044° / 224°), longue de 840 mètres et large de 20 mètres.
L’aérodrome n’est pas contrôlé, mais la radio est obligatoire. Les communications s’effectuent en auto-information sur la fréquence de 119,930 MHz.
Pour atterrir sur l'aérodrome de Redon / Bains-sur-Oust, il n'est pas besoin de demander une autorisation. L'aérodrome étant ouvert à la CAP (Circulation Aérienne Civile), il est ouvert de jour à tout aéronef muni de radio, dont les performances sont compatibles avec celles de la piste.
Le foncier permet de nombreuses extensions : piste en herbe de 800 m x 60 m de large pour une activité planeur, extension de hangar ou d'accueil d'activités professionnelles liées à l'aéronautique.

## Activités
- Aéro-club Redonnais

L'aéro-club redonnais est une association loi 1901 qui permet à ses membres pilotes d'utiliser ses machines en libre-service et qui dispose des instructeurs, examinateurs et machines pour un très large catalogue de formations loisirs et professionnelles (l'un des plus étoffés en France parmi les 600 aéroclubs FFA) : 
- Licence ULM Classe 3 (multiaxe)
- Licence Avion LAPL et PPL
- Qualifications SEP (monomoteur à piston) et MEP (multimoteur à piston)
- Qualifications IFR : BIR (Basic Instrument Rating) mono et multimoteur, CB-IR (Competency Based Instrument Rating, IR-SE (Instrument Rating Single Engine), IR-ME (Instrument Rating Multi-Engine)
- Qualification vol de nuit
- Formation Pinch Hitter, pour former des passagers à gérer une situation d'urgence, ou travailler sur l'appréhension du vol
- Formation BIA (Brevet d'Initiation Aéronautique) - dispensée dans un lycée à Redon

Par ailleurs l'aéro-club propose des baptêmes de l'air Avion et ULM, des vols d'initiation au pilotage Avion et ULM, et des balades aéronautiques variées dans le cadre des vols à frais partagé élargi (Wingly) : 
- Exploitant de l'aérodrome Redon / Bains-sur-Oust

L'exploitant assure le bon fonctionnement de l'aérodrome en relation avec :
- les autorités de l'aviation civile : direction de la sécurité de l'aviation civile ouest
- les autorités préfectorales : sous-préfecture de Redon
- le propriétaire du terrain : Redon Agglomération
- la gendarmerie : brigade de gendarmerie des transports aériens, brigade de gendarmerie de Redon
- les utilisateurs de la plate-forme et notamment les propriétaires d'avions basés
- les maires des communes où l'aérodrome est implanté : Sainte Marie et Bains sur Oust.
Des places de hangar aéronautiques ouvertes à la location sont régulièrement disponibles.